# تفین
تفین، روستایی از توابع بخش مرکزی شهرستان سروآباد در استان کردستان ایران است. روستای تفین یکی از بهترین طبیعت های استان کردستان را برای گردشگران دارد. روستای تفین مردم بسیار مهربان و مهمان نواز دارند. همچنین طبیعت روستای تفین بسیار زیبا است و هیچکدام از روستا های اطراف آن همچین طبیعتی را ندارند.  

## جمعیت
این روستا در دهستان ژریژه قرار دارد و براساس سرشماری مرکز آمار ایران در سال ۱۳۸۵، جمعیت آن ۹۹ نفر (۲۹خانوار) بوده‌است.